# Heinrich Burkard
Heinrich Burkard (* 8. September 1888 in Achern; † 1. Mai 1950 in Stuttgart) war ein Musiker und Mitbegründer der Donaueschinger Musiktage.

## Leben
Heinrich Burkard war der Sohn des Acherner Rößlewirts und Konditors. Er erhielt seine musikalische Ausbildung in Straßburg unter Hans Pfitzner. Als der Pfarrer Heinrich Feurstein nach Donaueschingen versetzt wurde, kam auch Heinrich Burkard in die fürstliche Residenzstadt. Dort erneuerte er mit der Gunst der Fürstenfamilie das musikalische Leben; anlässlich der Hochzeit im Fürstenhaus 1912 ergab sich für ihn ein reiches Betätigungsfeld. Er wurde Fürstlich Fürstenbergischer Musikdirektor und gründete ein Orchester. 
Nach seiner Teilnahme am Ersten Weltkrieg als Soldat war er in Baden-Baden und in Berlin beim Rundfunk, später in Stuttgart tätig.